# Andezaur
Andezaur (Andesaurus delgadoi) jaszczur andyjski – roślinożerny, czworonożny zauropod z rodziny andezaurów (Andesauridae), spokrewniony z saltazaurem.
Żył w okresie kredy (ok. 110-95 mln lat temu) na terenach Ameryki Południowej. Długość ciała ok. 15-18 m, masa 7-10 t. Jego szczątki znaleziono w Argentynie (w prowincji Neuquén).
Był to prymitywny przedstawiciel grupy tytanozaurów (Titanosauria). Jego wielkie rozmiary (podobnie jak argentynozaura) były ewolucyjną odpowiedzią na obecność na tych samych terenach i w tym samym czasie ogromnego drapieżnika – giganotozaura.